# Ann Ceurvels
Ann Ceurvels (Antwerpen, 13 juli 1968) is een Vlaamse actrice.
Zij volgde een acteursopleiding op de Studio Herman Teirlinck te Antwerpen. Na haar studies was ze vooral actief op film- en televisiegebied. Haar grootste rollen waren die van piloot Claudia Castel in Windkracht 10, dokter Valerie Wijndaele in Thuis en Sofie Beeckman in Flikken. Ze was ook te zien in de videoclip van It's So Unreal van Zornik.
In januari 2013 maakte Ceurvels haar comeback op het kleine scherm. Na enkele jaren afwezigheid op televisie - gastrollen in onder andere Code 37, Mega Mindy en Witse buiten beschouwing gelaten - was ze te zien in Salamander op Eén. In deze zondagavondreeks vertolkte ze de rol van Karin Rasenberg. Kort daarna speelde ze mee in de politieserie Aspe als cafébazin Eva Schoofs. In Aspe werd Ceurvels herenigd met Herbert Flack, met wie ze samenspeelde in de minireeks Diamant.
In programma’s als Sleutelgat (VRT), Brakke en Crabbé (VRT), Viertakt (VT4), Fleet-tv (Kanaal Z), Aan Tafel (VRT) of Wie kent Vlaanderen? (Vitaya) stond Ann als reporter voor de camera.
Door de jaren heeft Ann Ceurvels ook haar stem als handelsmerk ontwikkeld: Airport (VRT – BBC), 16+ (VRT), Verborgen Verleiders (VRT), Adoptiekinderen (SBS) … Aan al deze reportage-series en nog ontelbare anderen leende Ann haar stem als voice-over. Vier jaar lang was Ann een van de zenderstemmen van VTM. Ook in de reclamewereld en de bedrijfswereld is Anns stem zeker geen onbekende: Nivea, Orange, Special K, Deutsche Bank …
Anns liefde voor kinderen en voor vertellen bracht haar samen met Dirk Van Vooren. Vol enthousiasme werkte ze mee als verteller aan zijn sprookjes-cd.
Ondertussen werkt Ann Ceurvels sedert verschillende jaren als copywriter voor VMMa/Medialaan. Daar schrijft ze omroepteksten voor VTM, 2Be, VTMKzoom en Vitaya. Ook coacht ze de zender- en trailerstemmen. Voor de muziekzender Anne was Ann Ceurvels de vaste coach van de omroepers en presentatoren.
In 2015 werd ze copywriter voor het pas opgerichte FOX.

## Filmografie
- Yuppies (1991)
- Kiekeboe: Het Witte Bloed (1992) - als Mona
- De wet van Wyns (1992)
- Familie (1992) - als Niki
- Zomerrust (1993) - als Olivia
- F.C. De Kampioenen (1993) - als Sylvia
- Familie (1993) - als Patty Peeters
- Caravans (1993) - als Françoise
- Niet voor publikatie (1994) - als Imke Rombouts
- Ons geluk (1995) - als Elvire Stappaerts
- De Familie Backeljau (1996) - als mevrouw Leus
- De Familie Backeljau (1996) - als Belgacom-medewerker
- Heterdaad (1996) - als Sonja Boumans
- Wittekerke (1996) - als Els
- Sterke verhalen (1997) - als vrouw in douche
- Windkracht 10 (1997-1998) - als Claudia Castel
- Diamant (1997) - als Chantal Vandevijver
- Deman (1998) - als Brigitte Cardinael
- Hof van Assisen (1998) - als meester Winesse
- De Makelaar (1999) - als Mirelle
- Film 1 (1999)
- De grote boze wolf show (2000) - als Martha de Beer
- De grote boze wolf show (2000) - als dokter Ceurvels
- Badry's Alibi (2000) - als Ann
- Simsala Grimm (2000-2001) - verschillende personages
- Recht op Recht (2001) - als Govaerts
- Costa! (2001) - als Kayra
- Zoltan (2001) - als klant
- Rauw! (2001) - als Ann
- Thuis (1998-2002) - als Valerie Wijndaele
- Flikken (2002-2003) - als Sofie Beeckman
- The Fairytaler (2003-2005) - verschillende personages
- Zone Stad (2005) - als uitbaatster
- Wittekerke (2006-2008) - als Leen Moelands
- Code 37 (2009) - als Jenny Olyslaegers
- Mega Mindy (2009) - als Lieselotte
- Aspe (2009) - als Monique D'Hulst
- Witse (2012) - als Magda
- Salamander (2013) - als Karin Rasenberg
- Danni Lowinski (2013) - als Tanja Bergmans
- Aspe (2013-2014) - als Eva Schoofs
- Deadline 25/5 (2014) - als Danielle Paulussen
- H.I.T. (2017)
- Rupel (2019) - als Corinne De Voogd

## Trivia
- In 2003 zou Ann nog deel uitmaken van de vaste cast van Flikken. Door haar zwangerschap nam ze de beslissing om enkele jaren uit de showbizz te stappen.
- Ceurvels heeft met Tim Visterin Jr een zoon; Billy Toulouse (7 mei 2003)